# Нарвал (подводная лодка)
«Нарвал» — подводная лодка российского императорского флота, головной корабль типа «Нарвал». Построена в 1911—1915 годах, входила в состав Черноморского флота, приняла активное участие в Первой мировой войне.

## История строительства
Подводная лодка «Нарвал» была заложена в декабре 1911 года в Санкт-Петербурге на Невском заводе, затем перевезена в Николаев, 18 октября 1913 года совместно с остальными двумя однотипными лодками заложена на стапелях отделения Невского завода в Николаеве, о чём на деталях киля установлена закладная доска. Начало Первой мировой войны встретила в достройке. 11 апреля 1915 года спущена на воду и зачислена в состав 2-го дивизиона Бригады подводных лодок Черноморского флота. 15 апреля достраивающуюся лодку посетил и осмотрел император Николай II. 20 июня 1915 года начаты сдаточные испытания корабля по сокращённой программе. 29 июня при испытаниях полного надводного хода обнаружены дефекты фрикционных муфт кормовых дизелей, комиссия пришла к выводу, что муфты «ненадёжны и даже опасны».
18-19 июля 1915 года лодка своим ходом перешла в Севастополь для продолжения испытаний. 23 августа вступила в строй.

## Служба
После вступления в строй в 1915—1916 годах «Нарвал» принял активное участие в Первой мировой войне. 25 октября 1915 года при выходе на боевое дежурство в район Босфора сломался коленвал правого кормового дизеля, лодка встала на ремонт в Николаеве. Комиссия установила, что причина аварии — в дефектах металла коленвалов, фундаментов и станин. Кормовые дизели были заменены динамо-машинами от недостроенных подводных лодок типа АГ.
В апреле-мае 1916 году «Нарвал» был оснащён приборами звукоподводной связи и наблюдения конструкции Фессендена, вскоре дополненный высокочастотным прибором Вологдина, вернулся в строй.
2(16) октября 1916 года лодка под командой старшего лейтенанта Д. Д. Кочетова на траверсе маяка Кефкен в районе Босфора турецкий вооружённый транспорт «Кезан» водоизмещением около 4000 тонн был атакован «Нарвалом» и выбросился на берег, после чего был атакован четырьмя торпедами. Первые две не попали в цель из-за дистанции, третья, выпущенная с 7 кабельтовых  поразила цель. Четвёртая взорвалась при пуске. В своем отчете Д. Д. Кочетов писал: «Почти вслед за выходом мины из аппарата раздался страшный взрыв, потрясший всю лодку, водяной столб которого я увидел у самого борта. Причина преждевременного взрыва точно неизвестна, предполагаю, что мина, зарывшись, взорвалась тут же о грунт, так как глубина, по всей вероятности, была очень мала». На следующий день «Нарвал» подорвал торпедой ранее выбросившийся на берег после повреждения на русском минном заграждении пароход «Ирминград».
19 января 1917 года «Нарвал» захватил буксирный пароход и восемь турецких шхун. Буксир и семь шхун были затоплены на месте, последнюю шхуну лодка взяла на буксир и повела в Севастополь, однако около Херсонесского маяка из-за значительного волнения на море буксирные тросы лопнули, и шхуна в итоге затонула. 12 июня 1917 года «Нарвал» захватил моторную шхуну, которая была затоплена после снятия мотора и части груза.
Всего за время Первой мировой войны «Нарвал» под командованием Дмитрия Дмитриевича Кочетова потопил не менее 31 парусника и парохода противника общим водоизмещением в 5 717 брт, уступая только «Тюленю» с его 53 победами.
Осенью 1917 года лодка встала в ремонт, а потом была переведена в резерв. После войны находилась в Севастополе, где была потоплена английскими интервентами в 1919 году.
18 октября 2014 года затонувшая головная лодка «Нарвал» была обнаружена недалеко от входа на Севастопольский рейд.

## Командиры
- Старший лейтенант